# Епархия Суаса
Епархия Суаса (лат. Dioecesis Suensis) — упразднённая епархия, в настоящее время титулярная епархия Римско-Католической церкви.

## История
Античный город Суас, идентифицируемый сегодня с археологическими раскопками "Chaouach", находящимися в вилайете Беджа современного Туниса, находился в римской провинции Африка и был до конца VII века центром одноимённой епархии. Епархия Суаса входила в митрополию Карфагена. В VII веке епархия Суаса прекратила своё существование после арабского вторжения.
С 1967 года епархия Анцио является титулярной епархией Римско-Католической церкви.

## Епископы
- упоминается в 646 году — епископ Максим ;

## Титулярные епископы
- 24.12.1967 — 11.12.1981 — епископ Giovanni Gravelli ;
- 14.12.1982 — 17.03.1990 — епископ Жан-Клод Тюркотт  — назначен архиепископом Монреаля;
- 19.11.1991 — 23.11.2007 — епископ François Gourguillon ;
- 28.06.2008 — по настоящее время — епископ Юзеф Врубель S.C.I.[1] .

## Источник
- Annuario Pontificio, Libreria Editrice Vaticana, Città del Vaticano, 2003, стр. 901, ISBN 88-209-7422-3
- Pius Bonifacius Gams, Series episcoporum Ecclesiae Catholicae, Leipzig 1931, стр. 468  (лат.)
- Stefano Antonio Morcelli, Africa christiana, Volume I, Brescia 1816, стр. 286  (лат.)
- La Gerarghia Cattolica